# Віктор Петерманн
Віктор Петерманн (нім. Viktor Pertermann; 26 травня 1916 — 19 травня 2001) — німецький льотчик-ас винищувальної авіації, оберлейтенант люфтваффе. Кавалер Лицарського хреста Залізного хреста.

## Біографія
В липні 1939 року вступив в люфтваффе. Після закінчення льотних курсів направлений в травні 1942 року на службу в 6-у ескадрилью 52-ї винищувальної ескадри. Учасник Німецько-радянської війни. Першу перемогу здобув 30 червня 1942 року. Потім був переведений в штабну ескадрилью, де літав в парі з командирами Гербертом Ілефельдом і Дітріхом Грабаком. З осені 1942 по весну 1943 року виконав велику кількість вильотів на штурмування наземних цілей, під час яких знищив близько 100 автомобілів, 50 невеликих десантних човнів і суден та канонерський човен. Навесні 1943 року переведений на 5-у ескадрилью своєї ескадри. 5 травня 1943 року здобув свою 37-у перемогу. 6 червня 1943 року під час бойового вильоту його літак був пошкоджений та здійснив вимушену посадку за лінією фронту; Петерманну вдалося уникнути полону і через 4 дні вийти на німецькі позиції. З вересня 1943 року воював у складі 6-ї ескадрильї. 29 вересня протягом кількох хвилин збив 1 Як-1 і 3 Іл-2 (число його перемог становило 56). 1 листопада 1943 року Bf.109G-6, у якому літав Петерманн, потрапив під вогонь власної зенітної артилерії. Він був тяжко поранений, і йому були ампутовані ліва рука і палець на нозі. 15 травня 1944 року добився дозволу продовжити службу в бойових частинах люфтваффе, і 22 липня був призначений в штаб 52-ї винищувальної ескадри. Літаючи з протезом замість лівої руки, здобув ще 2 перемоги. 22 березня 1945 року здобув свою першу перемогу на Ме.262, збивши в районі Котбус-Дрезден американський бомбардувальник В-17. 5 травня 1945 року здійснив свій останній бойовий виліт. Всього за час бойових дій здійснив 550 бойових вильотів і збив 64 літаки. 8 травня 1945 року в районі Пісека здався американським військам, а 16 травня був переданий радянській владі. В серпні 1945 року звільнений як інвалід.

## Звання
- Єфрейтор (1 січня 1940)
- Унтерофіцер (1 квітня 1942)
- Фельдфебель (1 лютого 1943)
- Лейтенант (1 липня 1943)
- Оберлейтенант (1 травня 1945)

## Нагороди
- Медаль «У пам'ять 1 жовтня 1938»
- Нагрудний знак пілота
- Залізний хрест
  - 2-го класу (31 серпня 1942)
  - 1-го класу (16 жовтня 1942)
- Авіаційна планка винищувача в золоті (1 жовтня 1942)
- Німецький хрест в золоті (23 липня 1943)
- Почесний Кубок Люфтваффе (9 вересня 1943)
- Нагрудний знак «За поранення»
  - в чорному (12 червня 1943)
  - в сріблі (22 грудня 1943)
- Лицарський хрест Залізного хреста (29 лютого 1944) — за 60 повітряних перемог.